# Луис-Домингис

Луис-Домингис на карте штата.

Луис-Домингис (порт. Luís Domingues) — муниципалитет в Бразилии, входит в штат Мараньян. Составная часть мезорегиона Запад штата Мараньян. Входит в экономико-статистический микрорегион Гурупи. Население составляет 6510 человек на 2010 год. Занимает площадь 464,060 км². Плотность населения — 14,03 чел./км².

## Демография
Согласно сведениям, собранным в ходе переписи 2010 г. Национальным институтом географии и статистики (IBGE), население муниципалитета составляет:
| Полное население                               | Полное население                               | Полное население                               | Полное население                               | 6510  |
| ---------------------------------------------- | ---------------------------------------------- | ---------------------------------------------- | ---------------------------------------------- | ----- |
| в том числе:                                   | Городское население                            | 5503                                           | Процент городского населения, %                | 84,53 |
|                                                | Сельское население                             | 1007                                           | Процент сельского населения, %                 | 15,47 |
|                                                | Мужское население                              | 3399                                           | Процент мужского населения, %                  | 52,21 |
|                                                | Женское население                              | 3111                                           | Процент женского населения, %                  | 47,79 |
| Плотность населения, чел/км²                   | Плотность населения, чел/км²                   | Плотность населения, чел/км²                   | Плотность населения, чел/км²                   | 14,03 |
| Население муниципалитета в % к населению штата | Население муниципалитета в % к населению штата | Население муниципалитета в % к населению штата | Население муниципалитета в % к населению штата | 0,10  |

По данным оценки 2016 года, население муниципалитета составляет 6788 жителей.

## Статистика
- Валовой внутренний продукт на 2003 год составляет 6 707 235,00 реалов (данные: Бразильский институт географии и статистики).
- Валовой внутренний продукт на душу населения на 2003 год составляет 1174,44 реала (данные: Бразильский институт географии и статистики).
- Индекс развития человеческого потенциала на 2000 год составляет 0,632 (данные: Программа развития ООН).

## Важнейшие населенные пункты
| № | Населённый пункт | Населённый пункт (порт.) | Категория | Население чел. (2010) | На карте                       |
| - | ---------------- | ------------------------ | --------- | --------------------- | ------------------------------ |
| 1 | Луис-Домингис    | Luís Domingues           | город     | 5503                  | 1°19′49″ ю. ш. 45°53′55″ з. д. |
| 2 | Манаус           | Manaus                   | поселок   | 424                   | 1°31′16″ ю. ш. 46°00′34″ з. д. |
| 3 | Боа-Виста        | Boa Vista                | поселок   | 92                    | 1°09′04″ ю. ш. 45°48′59″ з. д. |
| 4 | Одорику-Мендис   | Odorico Mendes           | поселок   | н/д                   | 1°23′09″ ю. ш. 45°50′06″ з. д. |